# Moriah van Norman
Moriah van Norman (San Diego, 30 de maio de 1984) é uma jogadora de polo aquático estadunidense, medalhista olímpica, bicampeã mundial e campeã pan-americana.

## Carreira
Van Norman fez parte da equipe dos Estados Unidos que conquistou a medalha de prata nos Jogos Olímpicos de 2008, em Pequim.